# Ruggero Pasquarelli

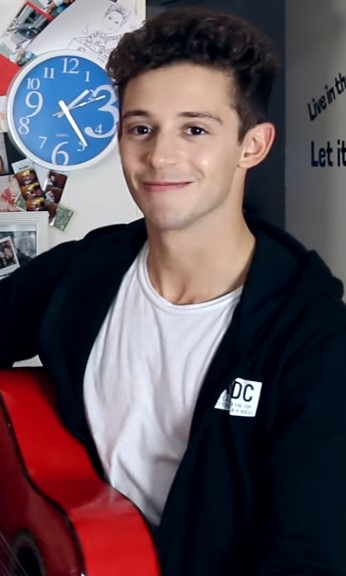
Ruggero Pasquarelli, 2017

Ruggero Pasquarelli (* 10. September 1993 in Città Sant’Angelo, Provinz Pescara) ist ein italienischer Moderator, Schauspieler und Sänger. Er war Teilnehmer der vierten Staffel der italienischen Version von The X Factor und verkörperte die Rolle des Tom in der Fernsehsendung In Tour, die für den Disney Channel Italia produziert wurde.
Seinen internationalen Durchbruch erlebte er mit der Rolle des Federico in der lateinamerikanischen Telenovela Violetta, die ebenfalls für den Disney Channel produziert wurde. Außerdem wurde er einem noch größeren Publikum durch die Telenovela Soy Luna bekannt, in der er die Rolle des „Matteo Balsano“ spielt.

## Leben und Karriere
Ruggero Pasquarelli wurde 1993 im italienischen Città Sant’Angelo, einer Gemeinde der Provinz Pescara in der Region Abruzzen, geboren. 2004 schrieb er sich in einer Hochschule für Schauspiel ein. Später besuchte er die Facultad de Ciencias Sociales und spezialisierte sich dabei auf die Darstellenden Künste.
Ab 2009 war er Teil der Musikgruppe 65013, bei der Pasquarelli die Hauptstimme sang. Es folgten einige Auftritte mit der Band.
Er lernte zudem Gitarre, Klavier und modernen Gesang.
Ab September 2010 war Pasquarelli Teilnehmer in der italienischen Version des Casting-Formats The X Factor.
Er moderierte die zweite Staffel der Sendung Social King sowie das Format Cartoon Magic.
Pasquarelli erhielt eine Hauptrolle in der italienischen Fernsehsendung In Tour und war an der Seite von Martina Russomanno und Arianna Costantin. Es erschien auch ein Album zur Serie, auf diesem Pasquarelli auch einige Songs singt.
Seine größten Erfolge feiert Pasquarelli mit der lateinamerikanischen Serie Violetta, in der er als Federico zu sehen ist. Seit März 2013 ist er in dieser Rolle zu sehen, seit Staffel 3 als Hauptrolle. Dafür zog er 2011 nach Buenos Aires.
Weiterhin ist er in der italienischen Disney-Channel-Produktion Get the Party, die seit April 2013 im Fernsehen ausgestrahlt wird, zu sehen.
2015 veröffentlichte er das autobiografische Buch „Mi piace – come conquistare un ragazzo (come me)“ (Gefällt mir – wie man einen Jungen (wie mich) erobert) auf Italienisch und Spanisch.
Von 2016 bis 2018 ist er in der argentinischen Telenovela Soy Luna als Matteo Balsano in seiner ersten Hauptrolle zu sehen gewesen. 2017 erschien sein erstes selbst geschriebenes Lied Allá voy auf der CD La vida es un sueño der Serie Soy Luna.
Von 2014 bis 2020 war er mit der argentinischen Schauspielerin Candelaria Molfese liiert, die er bei den Dreharbeiten zu Violetta kennenlernte. Zusammen betrieben sie ihren YouTube-Kanal „Ruggelaria“.

## Filmografie
| Jahr      | Sendung       | Als              | Bemerkungen                                                                         |
| --------- | ------------- | ---------------- | ----------------------------------------------------------------------------------- |
| 2010      | The X Factor  | er selbst        | Kandidat                                                                            |
| 2011      | Social King   | er selbst        | Moderator                                                                           |
| 2011      | Cartoon Magic | er selbst        | Moderator                                                                           |
| 2011–2012 | In Tour       | Tom              | Hauptdarsteller                                                                     |
| 2012–2014 | Violetta      | Federico Paccini | Nebendarsteller / Hauptdarsteller (inklusive weltweiter Violetta-Tour im Jahr 2015) |
| 2013      | Get the Party | er selbst        | Moderator                                                                           |
| 2015–2018 | Soy Luna      | Matteo Balsano   | Hauptdarsteller (inklusive weltweiter Live-Tour 2018)                               |

## Diskografie
| Jahr                     | Songtitel | Album                  |
| ------------------------ | --- | ---------------------- |
| 2010                     | A me mi piace 'o Blues | X Factor 4 Compilation |
| 2011                     | Accendi il Sole (mit Martina Russomanno und Arianna Costantin) | In Tour                |
| 2011                     | Elettrica (mit Martina Russomanno und Arianna Costantin) | In Tour                |
| 2011                     | Una vita per me (mit Martina Russomanno und Arianna Costantin) | In Tour                |
| 2011                     | Lo Show (mit Martina Russomanno und Arianna Costantin) | In Tour                |
| 2012                     | Tienes el talento (mit dem Violetta-Cast) | Cantar es lo que soy   |
| 2013                     | Luz, cámara, acción (mit Jorge Blanco, Samuel Nascimento und Diego Domínguez) | Hoy somos más          |
| 2016                     | - Prófugos (mit Valentina Zenere) - Siento - I'd Be Crazy (mit Lionel Ferro, Michael Ronda, Jorge López, Agustín Bernasconi & Gastón Vietto) - Camino (mit dem Soy Luna Cast) | Soy Luna               |
| 2016                     | - Alas (Radio Disney Liveversion) (mit dem Soy Luna Cast) - Nada ni nadie - Qué más da (mit Karol Sevilla) - Vuelo (mit dem Soy Luna Cast) - Eres (Radio Disney Liveversion) (mit Karol Sevilla und Michael Ronda) | Música en ti           |
| 2017                     | - Allá voy - Aquí estoy (mit Agustín Bernasconi) - Cuenta conmigo (mit dem Soy Luna Cast) - Footloose (mit dem Soy Luna Cast) - I’ve got a feeling (mit dem Soy Luna Cast) - Princesa - Stranger - Vives en mí (mit Karol Sevilla) | La vida es un sueño    |
| 2018                     | - Modo amar (mit dem Soy Luna Cast) - Quiero verte sonreír - Despierta mi mundo (mit dem Soy Luna Cast) - Quédate (mit Karol Sevilla) - Si lo sueñas claro (mit dem Soy Luna Cast) - Esta noche no paro - Nadie como tú (mit Lionel Ferro, Michael Ronda, Jorge López, Agustín Bernasconi & Gastón Vietto) - Todo puede cambiar (mit dem Soy Luna Cast) | Modo amar              |
| 2019 (als Solo-Künstler) | - Probablemente - No Te Voy A Fallar - Apenas Son Las 12 (con MYA) |                        |
| 2020 (als Solo-Künstler) | - Por eso estoy aqui - Bella - Puede | Dime Si tu estas       |